# Transport à Tunis

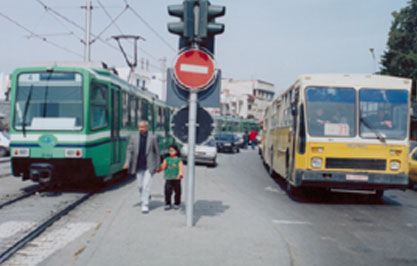
Rame du métro léger et autobus de la Société des transports de Tunis.

Le transport à Tunis est un secteur public important au sein de Tunis, la capitale de la Tunisie. Il assure le transport urbain au sein de la ville et de son agglomération.

## Administration
La tutelle du secteur est confiée au ministère du Transport via à la Société des transports de Tunis.

## Transport en commun

### Transport urbain

#### Métro léger
Tunis reste la seule ville africaine et du monde arabe à se doter d'un métro léger. Actif depuis 1985, le réseau s'est enrichi progressivement pour comprendre six lignes principales et deux lignes partielles (sur 45 kilomètres) équipées de 173 rames.
La tendance est au développement de celui-ci, avec la livraison entre 2005 et 2007 de trente rames supplémentaires et l'extension du réseau dans le cadre de l'aménagement du Grand Tunis.

#### TGM
Le Tunis-Goulette-Marsa (TGM) est une ligne ferroviaire ancienne qui relie Tunis à La Marsa (banlieue nord) en passant par La Goulette. Sa longueur est de 19 kilomètres.

#### Autobus

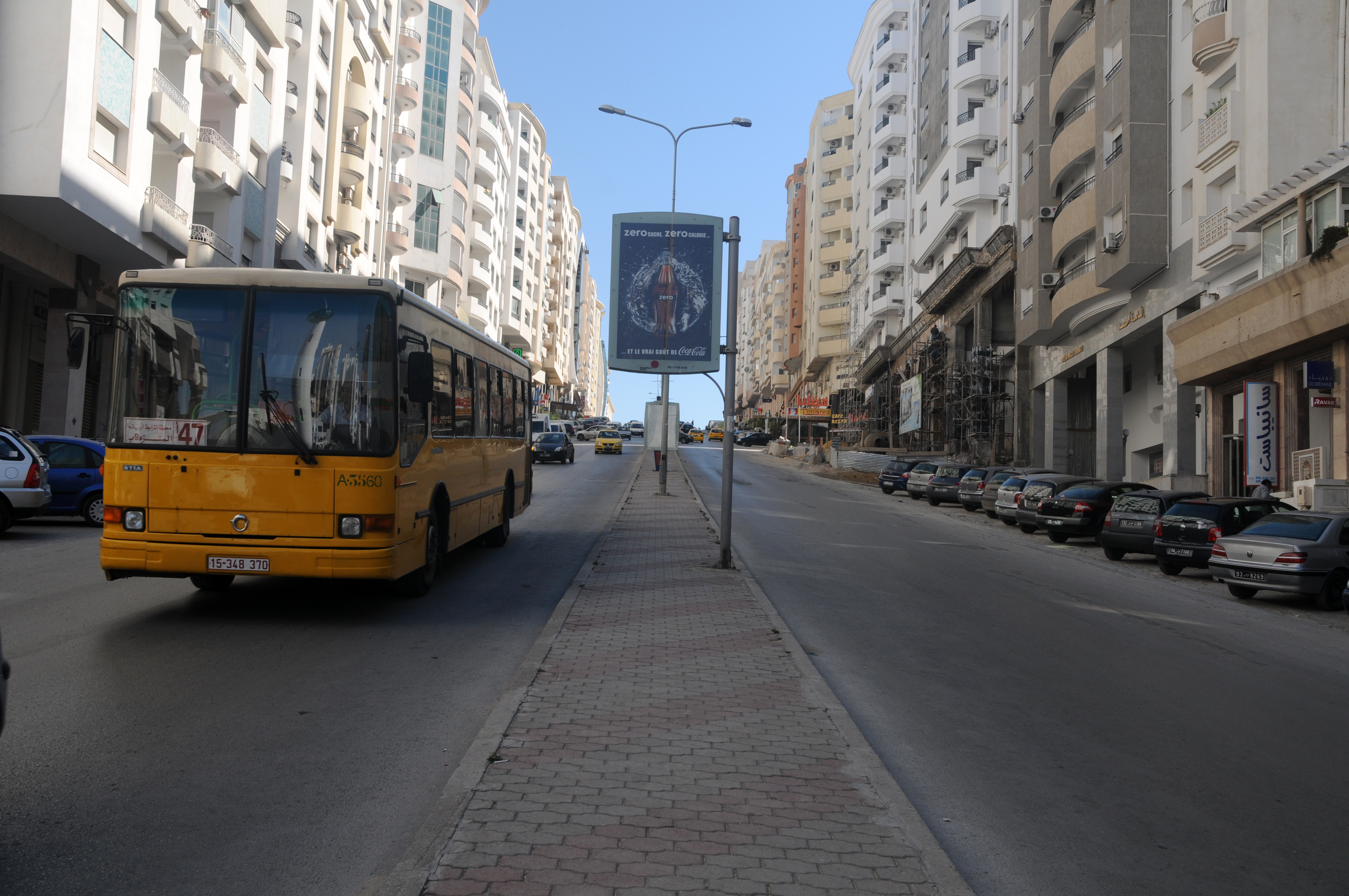
Bus sur l'avenue Hédi-Nouira à la cité Ennasr.

Le réseau d'autobus tunisois couvre une distance de 7 284,15 kilomètres à travers Tunis et ses banlieues, desservant ainsi une population d'environ deux millions d'habitants. Avec le développement du métro léger, le réseau s'est resserré autour de 206 lignes régulières, exploitées grâce à 1 050 véhicules repérables à leur couleur jaune et un numéro constitué en général d'un nombre surmonté d'une lettre minuscule (en rouge). Les terminus sont inscrits sur une plaque en lettres rouges (en arabe et en français).
En 2018, la ville de Tunis accueille son premier bus électrique.

### Transport ferroviaire
Le Réseau ferroviaire rapide de Tunis représente l'unique réseau ferroviaire de la capitale. Projet lancé en 2007, il est composé de quatre lignes dont une est opérationnelle et trois autres sont en construction.

### Transport aérien
Tunis est desservie par un aéroport international.

## Réseau routier

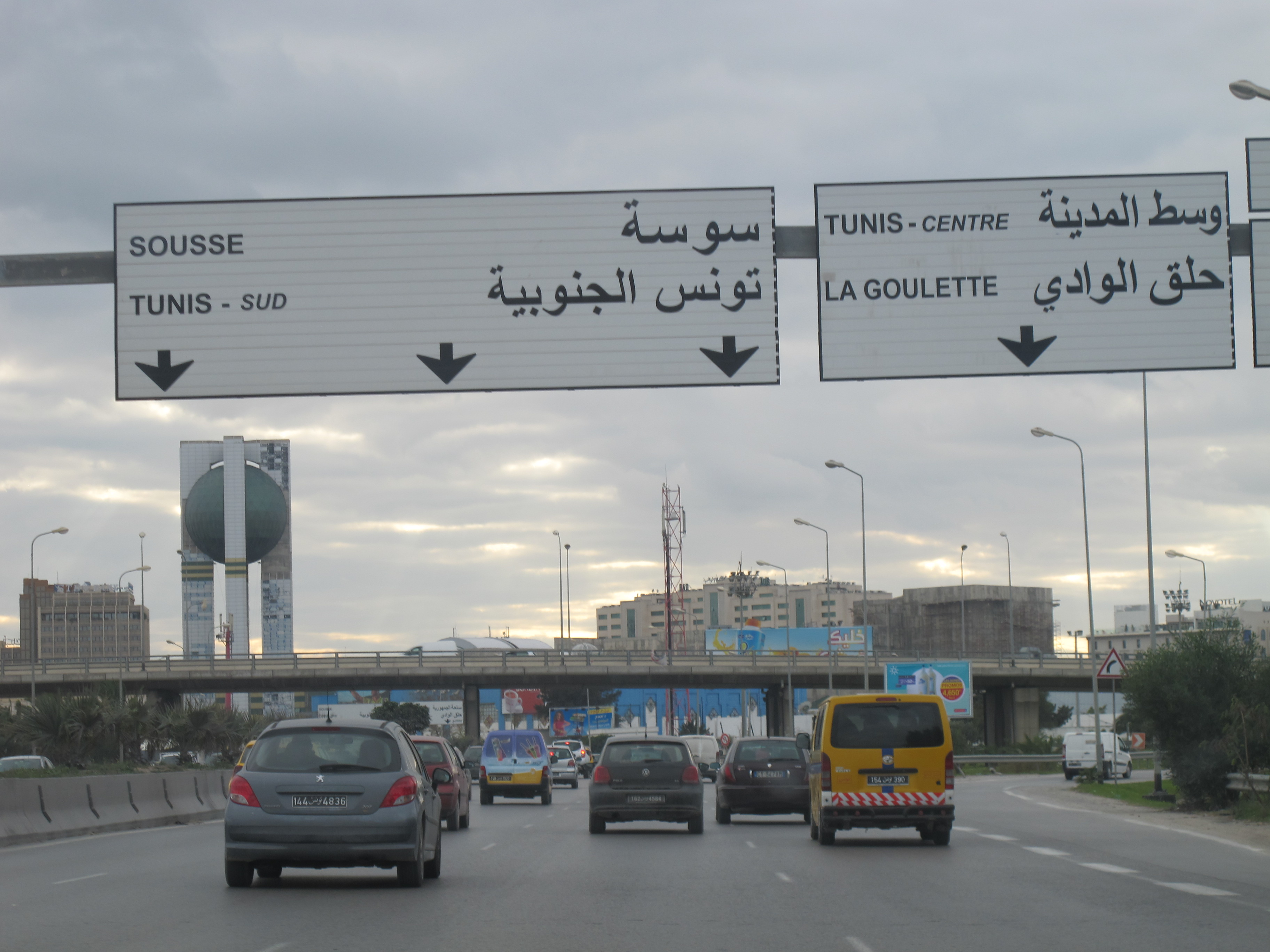
Voie rapide à l'est de Tunis.

Tunis connaît une densité de circulation importante en raison de la croissance du parc automobile qui évolue au rythme de 7,5 % par an. D'ailleurs, la capitale concentre à elle seule au moins 40 % du parc national avec la circulation de quelque 700 000 voitures par jour.
La ville de Tunis est desservie par cinq gares routières qui assurent le trafic des louages et des autobus :
- Gare de Tunis
- Tunis-Nord
- Tunis-Sud
- Moncef-Bey
- Place Al Jazira
- Gare de Tunis Marine